# NGC 31
NGC 31 (ook wel PGC 751, ESO 149-20 of AM 0007-571) is een spiraalvormig sterrenstelsel in het sterrenbeeld Phoenix.
NGC 31 werd op 28 oktober 1834 ontdekt door de Britse astronoom John Herschel.